# Crostini neri toscani
Crostini neri toscani (ook wel crostini toscani of crostini neri genoemd) is een populair recept dat typisch is voor heel Toscane, Italië, en bijna uitsluitend wordt gebruikt voor antipasto. Het is een bereiding die het midden houdt tussen een ragù en een paté, op basis van kippenlever, ansjovis en kappertjes. De bereiding kan verschillen in de verschillende provincies van de regio.

## Etymologie
Het bijvoeglijk naamwoord neri houdt verband met de zeer donkere kleur van de bereiding. Maar het staat ook in contrast met de kleur van de andere crostini (met champignons, met groene saus, roze met rauwe worst, enz.) die deel uitmaken van het typisch Toscaanse aperitief. Met name in de streek van de Crete Senesi staan de zwarte croutons tegenover de andere, meest gebruikelijke croutons voor antipasto: de witte croutons.

## Bereiding
Het basisrecept, vaak aretina genoemd, is het recept dat in verschillende provincies (Arezzo, Florence,Prato en Pistoia) wordt verspreid. Het bestaat uit het koken van 50 gram kippenlever voor elk diner in een gebakken mengsel van ui en Toscaanse olie (maar in sommige versies ook selderij en/of wortel), vermengd met wijn en gekookt met een beetje vleesbouillon. Vervolgens worden naar smaak ansjovis en kappertjes aan het kookproces toegevoegd. Het mengsel wordt vervolgens door een voedselmolen of een blender gehaald, hoewel dit laatste niet wordt aanbevolen omdat het de consistentie zou aantasten.

## Varianties
In de Pisa-variant wordt ook gehakt gebruikt. In het zogenaamde "senese"-recept, dat wijdverbreid is in de provincie Siena, wordt kalfs milt gebruikt in plaats van kippenlevers, die in veel kleinere hoeveelheden worden gebruikt. Het wordt gekookt in een soffritto van ui, selderij en wortel, enkele kippenlevertjes en ongeveer 50 gram "ontvelde" kalfsmilt per maaltijd. De rest van de bereiding is vergelijkbaar met die van de soort uit Arezzo. Andere variaties zijn het gebruik van worst, ham, boter of tomaat. Aan de levers kan durelli worden toegevoegd en de wijn kan worden vervangen door vinsanto.

## Gebruik
De paté wordt gegeten als voorgerecht, gesmeerd op sneetjes Toscaans brood, vaak in de speciale vorm die frusta per crostini wordt genoemd. De plakjes kunnen worden geroosterd, gegrild, of met de onderkant alleen in bouillon gedoopt, of allebei. In veel restaurants wordt het ook geserveerd in kommen die warm worden gehouden boven een kaars.